# Phoque
Il Phoque è stato un sommergibile appartenente alla Marine nationale, settima unità della classe Requin. Fu varato dall'arsenale di Brest nel maggio 1926. Unità con un lungo servizio di routine, nel 1941 entrò in disarmo a Biserta e fu catturato dagli italo-tedeschi alla fine del 1942; passato alla Regia Marina, fu rimesso in efficienza. Alla prima missione sotto bandiera italiana fu distrutto al largo di Capo Murro di Porco, il 28 febbraio 1943, da un attacco aereo.

## Caratteristiche tecniche
Il Phoque era lungo 78,3 metri e poteva operare fino a una profondità di 80 metri. In emersione aveva un dislocamento a pieno carico di 1 168 tonnellate ed era spinto da due motori Diesel (Sulzer o Schneider et Cie) che sviluppavano 2 900 shp e garantivano un'autonomia di 6 650 miglia a 10 nodi (12 316 chilometri a 19 km/h). In immersione la spinta era invece fornita da due 2 motori elettrici (1 800 shp) con una molto più modesta autonomia di 105 miglia a 5 nodi (1 945 chilometri a 9,5 km/h). L'armamento era articolato su dieci tubi lanciasiluri da 550 mm, un cannone da 100 mm e un paio di mitragliatrici. L'equipaggio era di 54 uomini.

## Servizio operativo
Il sommergibile Phoque fu ordinato nel programma navale della Marine nationale del 1923, inizialmente con il denominativo "Q128". La sua chiglia fu impostata nel cantiere navale dell'arsenale di Brest il 21 maggio 1924 e il varo avvenne il 16 marzo 1926; fu completato il 7 maggio 1928.
Assegnato alle acque dell'Impero coloniale francese d'Africa, negli anni successivi espletò un regolare servizio di addestramento intervallato da pattugliamenti. Tra il 1935 e il 1937 andò incontro a una manutenzione completa, al ricambio delle logorate macchine e all'aggiunta di una mitragliatrice pesante da 13 mm sulla falsatorre, al posto delle due originarie mitragliatrici da 8 mm. Con l'inizio della seconda guerra mondiale nel settembre 1939, il Phoque e gli altri esemplari della classe condussero crociere di vigilanza al largo dell'Africa e anche nel mar Mediterraneo, in collaborazione con la Royal Navy. Nell'ottobre 1939 il Phoque (capitano di corvetta Joseph Fernand Marie Antoine Paul Laguarigue, che ne è comandante già dal 16 dicembre 1937) è caposquadriglia della 10ª Divisione della VI Squadra Sommergibili Marine Nationale (di base a Biserta), che compone insieme ai gemelli Dauphin ed Espadon. All’inizio della guerra il Phoque opererà alle Canarie, poi nel Levante mediterraneo.
Il 12 aprile 1940 il Phoque sequestra in Atlantico, in posizione 28°20’ N e 15°18’ O, il piroscafo norvegese Skiensfjord, partito sei giorni prima da Bordeaux (nel frattempo, il 9 aprile, la Germania ha invaso la Norvegia). Il mercantile viene dirottato su Casablanca, da dove poi sarà rilasciato dopo pochi giorni.
Salpa da Casablanca il 19 aprile insieme ai gemelli Dauphin, Narval ed Espadon e supera il 20, insieme ad essi (cui poi si uniranno anche il capoclasse Requin ed il Protée), lo stretto di Gibilterra con la scorta del cacciatorpediniere Tramontane, giungendo a Biserta il 21 aprile.
Il 1º maggio viene inviato a Beirut insieme ai sommergibili Protée, Achéron, Actéon, Fresnel, Dauphin ed Espadon, arrivando il 3 a Beirut insieme a Dauphin ed Espadon ed ad altri due sommergibili francesi, il Marsouin ed il Narval. Qui il Phoque (capitano di corvetta J. F. M. A. P. Laguarigue) è ancora caposquadriglia della 10ª Divisione Sommergibili della Marine Nationale (alle dipendenze del Contre Amiral Levant), che forma insieme all'Espadon.
All’entrata in guerra dell’Italia, il 10 giugno, il Phoque, partito da Beirut, si trova schierato nelle acque del Dodecaneso insieme ad Espadon, Protée, Achéron ed Actéon; il Phoque, in particolare, viene inviato ad est di Rodi.
A seguito dell’armistizio tra la Francia e l’Asse (22 giugno 1940) il Phoque, rimasto con le forze della Francia di Vichy, verrà posto in gardiennage d’armistice a Biserta. La Francia siglò l'armistizio con la trionfante Germania nazista e due giorni dopo anche con l'Italia fascista. Nei termini della resa il Phoque, che si trovava agli ormeggi a Biserta con svariati altri sommergibili, dovette rimanere fermo in porto e fu posto in disarmo nell'aprile 1941. Nel novembre-dicembre 1942 l'Asse occupò il protettorato tunisino e i tedeschi si appropriarono del Phoque e di altri tre battelli della classe, che cedettero l'8 dicembre agli alleati italiani. La Regia Marina ridenominò il Phoque come FR 111, lo trainò in Sicilia e alla base navale di Augusta lo trasformò in unità da trasporto: tra i sommergibili francesi incorporati, fu l'unico a tornare pienamente operativo.
Il 27 febbraio 1943 salpò al comando del tenente di vascello Giovanni Celeste con rotta per l'isola di Lampedusa, allo scopo di sbarcarvi rifornimenti per la guarnigione (tagliata fuori dalla preponderanza aeronavale degli Alleati); la mattina del giorno seguente, tuttavia, furono accusati problemi agli organi di trasmissione di potenza e Celesti richiese e ottenne di rientrare ad Augusta. Alle 14:45 il Phoque/FR 111, che navigava in superficie, fu individuato da tre cacciabombardieri britannici o statunitensi, che lo colpirono con almeno una bomba e lo mitragliarono. Gravemente danneggiato, affondò 10 miglia al largo di Capo Murro di Porco con numerose vittime, compreso il comandante.